# متفقین (فیلم)
متفقین (به انگلیسی: Allied) یک فیلم آمریکایی در سبک رمانتیک مهیج به نویسندگی استیون نایت و کارگردانی رابرت زمکیس است. فیلم داستان دو نفر به نام‌های مکس واتان (برد پیت) و ماریان بوسه‌ژوق (ماریون کوتیار) است که در طی مأموریتی برای کشتن یک مقام آلمانی عاشق یکدیگر می‌شوند. فیلم‌برداری متفقین از مارس ۲۰۱۶ در کازابلانکا و لندن انجام شد و سپس توسط پارامونت پیکچرز و فاکس قرن بیستم در ۲۳ نوامبر ۲۰۱۶ به نمایش درآمد.

## خلاصه داستان

### بخش اول
فیلم ترکیب دو داستان متوالی با موضوع مجزا است. خلاصه بخش اول: مکس واتان، از اعضای سازمان اطلاعات بریتانیا، و ماریان بوسه‌ژوق، چریکِ فرانسوی در حال مبارزه با آلمان، به عنوان دو تروریست مخفی مأموریت می‌یابند که یکی از مقامات آلمانی را در سفارت‌خانه در یک عملیات ترور کنند. در حین آماده شدن برای انجام عملیات ترور به هم علاقه‌مند می‌شوند و پس از آن که عملیات را با موفقیت انجام می‌دهند، مکس از ماریان تقاضا می‌کند که به لندن بیاید...

### بخش دوم
سازمان اطلاعات بریتانیا مکس را به یک جلسه محرمانه احضار می‌کند و به او رازی را می‌گویند که نمی‌تواند باور کند: ماریان بوسه‌ژوق سال‌ها پیش در عملیاتی کشته شده و این زنی که با مکس ازدواج کرده یک جاسوس آلمانی است که خودش را به جای ماریان بوسه‌ژوقِ فرانسوی جا زده و هم‌اکنون در حال جاسوسی برای آلمانی‌ها و فروختن اطلاعات نظامی به آن‌هاست. مکس می‌گوید که اگر زنش یک آلمانی است و ماریون نیست، پس چرا با او مشترکاً آن مقام آلمانی را ترور کرد؟ سازمان اطلاعات به مکس می‌گوید که آن ترور از سوی خود دولت آلمان هدایت شده و از قبل طراحی شده بود. سازمان اطلاعات به مکس می‌گوید که باید عملیاتی را پیاده کند و همسرش را تحت نظارت بگیرد و اگر محرز شد که او یک جاسوس است، خود مکس باید همسرش را به قتل برساند و در غیر این صورت به عنوان هم‌دستِ جاسوس شناخته شده و در کنار همسرش به دار آویخته خواهد شد. پس از طی ماجراهایی ماریون در شرایطی آچمز می‌شود و برای مکس اعتراف می‌کند که یک زن آلمانی است و ماریونِ واقعی سال‌ها پیش کشته شده. این فیلم از این لحظه رویه‌اش عوض می‌شود: او برای مکس اعتراف می‌کند که از دست آلمانی‌ها متواری شده بوده و فکر می‌کرده که در لندن دیگر دست آلمانی‌ها به او نخواهد رسید، ولی مأموران آلمان او را در لندن می‌یابند و تهدید می‌کنند که اگر جاسوسی نکند، نوزاد او یعنی آنا را به قتل خواهند رساند...

## بازیگران
- برد پیت
- ماریون کوتیار
- لیزی کاپلان
- جرد هریس
- متیو گود
- سایمن مک‌برنی
- آگوست دیهل
- آنتون لسر
- شارلوت هوپ
- رافی کیسدی
- ماریون بیلی

## حواشی
در همان سال حاشیه شد که دلیل جدایی آنجلینا جولی از برد پیت ، بخاطر روابط گرم پیت با کوتیار طی تهیه فیلم بوده که البته کوتیار این شایعه را با انتشار پستی در اینستاگرام شدیدا رد کرد.